# Uduba lakroa
Espèce
Uduba lakroa est une espèce d'araignées aranéomorphes de la famille des Udubidae.

## Distribution
Cette espèce est endémique de la région Atsimo-Atsinanana à Madagascar,. Elle se rencontre vers le parc national de Midongy du Sud.

## Description
Le mâle holotype mesure 13,80 mm, les mâles mesurent de 13,00 à 14,50 mm.

## Systématique et taxinomie
Cette espèce a été décrite par Griswold, Ubick, Ledford et Polotow en 2022.

## Publication originale
- Griswold, Ubick, Ledford & Polotow, 2022 : « A revision of the Malagasy crack-leg spiders of the genus Uduba Simon 1880 (Araneae, Udubidae), with description of 35 new species from Madagascar. » Proceedings of the California Academy of Sciences, sér. 4, vol. 67, Supplement II, p. 1-193 (texte intégral).